# Kanta Tsuneyama
Kanta Tsuneyama (jap. 常山 幹太 Tsuneyama Kanta; * 21. Juni 1996 in Shiga) ist ein japanischer Badmintonspieler.

## Karriere
Kanta Tsuneyama siegte 2016 bei den Finnish Open. 2017 gewann er die Austrian International. 2021 qualifizierte er sich für die Olympischen Sommerspiele.

## Sportliche Erfolge
| Saison | Veranstaltung                         | Disziplin | Platz | Name                              |
| ------ | ------------------------------------- | --------- | ----- | --------------------------------- |
| 2013   | Japanische Juniorenmeisterschaft 2013 | MS        | 1     | Kanta Tsuneyama                   |
| 2013   | Japanische Juniorenmeisterschaft 2013 | MD        | 1     | Kanta Tsuneyama / Hashiru Shimono |
| 2014   | Youth Olympic Games 2014              | XD        | 2     | Kanta Tsuneyama / Lee Chia-Hsin   |
| 2014   | Japanische Meisterschaft 2014         | MS        | 3     | Kanta Tsuneyama                   |
| 2016   | US Open 2016                          | MS        | 2     | Kanta Tsuneyama                   |
| 2016   | Finnish Open 2016                     | MS        | 1     | Kanta Tsuneyama                   |
| 2016   | Austrian International 2016           | MS        | 2     | Kanta Tsuneyama                   |
| 2016   | Spanish International 2016            | MS        | 2     | Kanta Tsuneyama                   |
| 2017   | Japanische Meisterschaft 2017         | MS        | 3     | Kanta Tsuneyama                   |
| 2017   | Juniorenweltmeisterschaft 2017        | MS        | 17    | Kanta Tsuneyama                   |
| 2017   | Austrian International 2017           | MS        | 1     | Kanta Tsuneyama                   |
| 2017   | Canadian Open 2017                    | MS        | 1     | Kanta Tsuneyama                   |
| 2018   | Juniorenweltmeisterschaft 2018        | MS        | 5     | Kanta Tsuneyama                   |
| 2018   | Thailand Open 2018                    | MS        | 1     | Kanta Tsuneyama                   |
| 2018   | All England 2018                      | MS        | 17    | Kanta Tsuneyama                   |
| 2018   | Japanische Meisterschaft 2018         | MS        | 3     | Kanta Tsuneyama                   |
| 2019   | All England 2019                      | MS        | 5     | Kanta Tsuneyama                   |
| 2019   | Japanische Meisterschaft 2019         | MS        | 3     | Kanta Tsuneyama                   |
| 2019   | New Zealand Open 2019                 | MS        | 3     | Kanta Tsuneyama                   |
| 2020   | Japanische Meisterschaft 2020         | MS        | 2     | Kanta Tsuneyama                   |
| 2020   | All England 2020                      | MS        | 9     | Kanta Tsuneyama                   |
| 2021   | All England 2021                      | MS        | 5     | Kanta Tsuneyama                   |